# HD 199442
HD 199442 är en dubbelstjärna eller multipelstjärna belägen i den norra delen av stjärnbilden Vattumannen. Den har en skenbar magnitud av ca 6,07 och är svagt synlig för blotta ögat där ljusföroreningar ej förekommer. Baserat på parallaxmätning inom Hipparcosuppdraget på ca 10,6 mas, beräknas den befinna sig på ett avstånd på ca 310 ljusår (ca 94 parsek) från solen. Den rör sig närmare solen med en heliocentrisk radialhastighet på ca -26 km/s.

## Egenskaper
HD 199442 är en orange till gul jättestjärna av spektralklass K2 III. Den har en massa som är ca 1,2 solmassor, en radie som är ca 9 solradier och har ca 1,7 gånger solens utstrålning av energi från dess fotosfär vid en effektiv temperatur av ca 4 600 K.